# دوري آيسلندا الممتاز 1933
دوري آيسلندا الممتاز 1933 (بالآيسلندية: Efsta deild karla í knattspyrnu 1933) هو الموسم 22 من  دوري آيسلندا الممتاز. الذي يشرف على تنظيمه اتحاد آيسلندا لكرة القدم، وكان عدد الأندية المشاركة فيه  4، وفاز فيه نادي فالور.